# East Farndon
East Farndon – wieś w Anglii, w hrabstwie Northamptonshire, w dystrykcie (unitary authority) West Northamptonshire. Leży 26 km na północ od miasta Northampton i 121 km na północny zachód od Londynu. Według danych na rok 2019 miasto liczyło 321 mieszkańców, a gęstość zaludnienia wyniosła 55,6 os./km².

## Demografia
Ludność historyczna:
| Rok                                 | 2001 | 2011 | 2019 |
| ----------------------------------- | ---- | ---- | ---- |
| Populacja                           | 258  | 307  | 321  |
| Średnia gęstość zaludnienia os./km² | 44,7 | 53,2 | 55,6 |

Ludność według grup wiekowych na rok 2019:
| Wiek                                | 0–9 lat | 10–19 lat | 20–29 lat | 30–39 lat | 40–49 lat | 50–59 lat | 60–69 lat | 70–79 lat | 80+ lat |
| ----------------------------------- | ------- | --------- | --------- | --------- | --------- | --------- | --------- | --------- | ------- |
| Liczba osób w danej grupie wiekowej | 33      | 34        | 22        | 27        | 46        | 51        | 48        | 29        | 31      |

Struktura płci na rok 2019:
| Płeć                         | Mężczyźni | Kobiety |
| ---------------------------- | --------- | ------- |
| Liczba osób w danej płci     | 170       | 151     |
| Liczba osób w danej płci w % | 53        | 47      |

## Klimat
Klimat jest umiarkowany przybrzeżny. Średnia temperatura powietrza wynosi 8°C. Najcieplejszym miesiącem jest sierpień (17°C), a najzimniejszym miesiącem jest styczeń (0°C). 